# Vojtěch Ježek
Vojtěch Ježek (15. dubna 1892 Vrchy – 18. srpna 1960 Třeboň) byl český bryolog a ochranář přírody, v menší míře se věnoval též botanice a ekologii.
Narodil se ve Vrších u Třeboně, což byl původně knížecí poplužní dvůr vzniklý přestěhováním třeboňského předměstí zbořeného při zakládání rybníka Svět na vyvýšeninu mezi současnými rybníky Svět a Opatovický (dvůr se nedochoval, byl zbořen kolem roku 2000 z důvodu plánované výstavby lázní, rozkládal se poblíž domu Domanín 44).
Po dosažení středoiškolského vzdělání pracoval jako úředník na okresním úřadě. Amatérsky se věnoval přírodovědě. Věnoval se především bryologii. V oblasti současné národní přírodní rezervace Červené blato v roce 1952 nalezl a roku 1954 popsal nový druh rašeliníku, Sphagnum bohemicum (dnes některými autoritami synonymizován se Sphagnum cuspidatum). Roku 1957 publikoval práci zaměřenou na vliv vody na vývoj lamel u Polytrichum gracile. Spolupracoval s řadou československých přírodovědců, například Jiřím Kubičkou, Emilem Hadačem, Přemyslem Březinou, Josefem Ambrožem aj. Společně s první trojicí se dlouhodobě věnoval přírodovědnému průzkumu blat na Třeboňsku, poté se zaměřili na průzkum v Doline Siedmich prameňov v Belianských Tatrách na Slovensku (Hadač E., Březina P., Ježek V., Kubička J., Hadačová V., Vondráček M. et al. (1969): Die Pflanzengesellschaften des Tales Dolina Siedmich pramenov in der Belauer Tatra. – In: Vegetácia ČSSR B2, SAV, Bratislava.). Petr Pyšek a Zdeněk Kaplan ho označili za „vynikajícího amatéra“.
Mechorosty zachytil i na papíře. V archivu oddělení botaniky Západočeského muzea v Plzni se dochovalo 44 tužkových studií formátu A4. V archivu Národního zemědělského muzea v Praze jsou uloženy originály Ježkových akvarelů.